# Cáp treo Chùa Hương

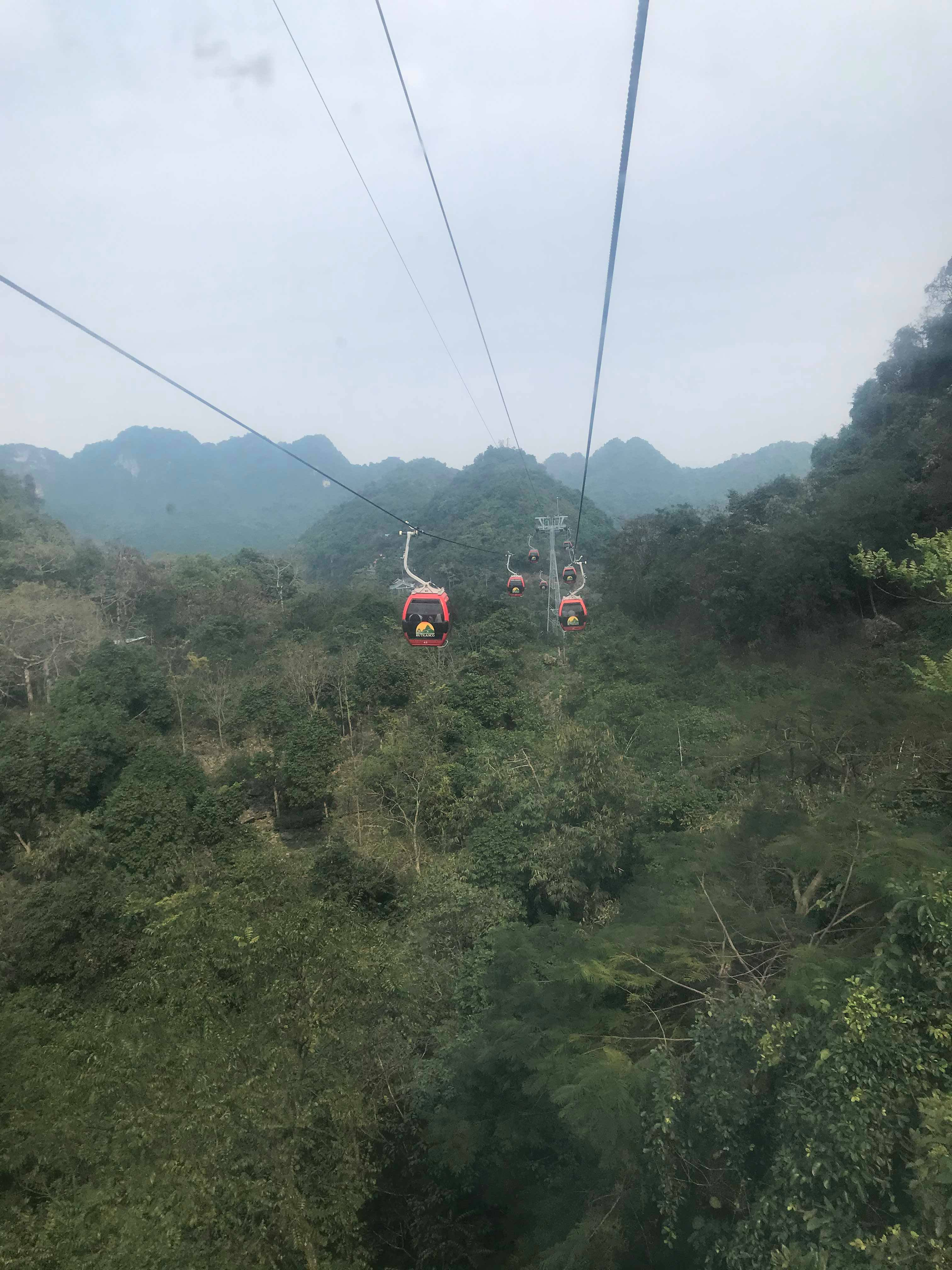
Cáp treo Chùa Hương nhìn xuống cảnh quan rừng.

Cáp treo Chùa Hương là hệ thống cáp treo nằm tại danh thắng Chùa Hương, thuộc xã Hương Sơn, Mỹ Đức, Hà Nội. 

## Mô tả
Hoàn thành vào năm 2006, nó bao gồm 45 cabin chở khách tham quan (mỗi cabin có sức chứa 6 người) giúp giảm công sức, thời gian cho du khách, thay vì phải leo bộ thì có thể di chuyển qua dãy núi dễ dàng hơn.
Cáp treo có tổng vốn đầu tư là 76 tỷ đồng, với ba nha ga. Toàn tuyến cáp treo dài 1200 mét với 7 trụ.